# Tenis Karlowitsch Lepin
Tenis Karlowitsch Lepin (lettisch Tenis Liepiņš, russisch Тенис Карлович Лепин; * 20. Januar 1895; † 11. Mai 1964) war ein sowjetischer Genetiker.
Gemeinsam mit Juri Alexandrowitsch Filiptschenko galt er als führender Spezialist zur Frage der Variabilität und Vererbung qualitativer und quantitativer Merkmale des Weizens. 1934 wurde ihm für Forschungen auf diesem Gebiet der akademische Grad Doktor der Wissenschaften zuerkannt. Ab 1935 arbeitete er eng mit Nikolai Wawilow zusammen.
Die Physikochemikerin Lidija Karlowna Lepin war vermutlich Lepins ältere Schwester.